# مالکوم وبستر
مالکوم وبستر (انگلیسی: Malcolm Webster؛ زادهٔ ۱۲ نوامبر ۱۹۵۰) بازیکن فوتبال اهل بریتانیا است.
از باشگاه‌هایی که در آن بازی کرده‌است می‌توان به باشگاه فوتبال کمبریج یونایتد، باشگاه فوتبال آرسنال، باشگاه فوتبال ساوتند یونایتد، و باشگاه فوتبال فولام اشاره کرد.